# Flugplatz Tymbaki

i7
i11
i13
Der Flugplatz Tymbaki (englisch Tymbaki Airport; griechisch Αεροδρόμιο Τυμπάκι, (ICAO-Code: LGTY)) ist ein Militärflugplatz der Griechischen Luftwaffe bei der Stadt Tymbaki auf der griechischen Insel Kreta. 

## Geschichte

### Zweiter Weltkrieg
Der Flugplatz wurde im Herbst 1941 von der deutschen Besatzungsmacht im Zweiten Weltkrieg, unter Hinzuziehung von britischen und griechischen Kriegsgefangenen, gebaut. Aufgrund seiner Lage waren hier Bomberverbände stationiert, die von hier aus im östlichen Mittelmeer und in Nordafrika wirkten. Im Juni/Juli 1942 waren Teile des Kampfgeschwaders 54, ausgestattet mit der Junkers Ju 88, hier stationiert. Anschließend starteten von August bis September 1942 die II. und III. Gruppe des Kampfgeschwaders 77 von hier aus und ab November 1942 übernahmen große Teile des Kampfgeschwaders 76 den Platz. Um die Bombereinsätze zu stören, wurden 1942 britische Commando-Einheiten als Teil der Operation Albumen auf den Flugplatz für Sabotageaktionen geschickt. Sie entdeckten jedoch, dass alle Flugzeuge vorübergehend wegen Luftangriffen aus Ägypten zurückgezogen worden waren und die Basis aufgegeben wurde.

### Heutige Verwendung
Ende der 1950er Jahre wurde der Flugplatz von der griechischen Luftwaffe genutzt. Während des Kalten Krieges waren hier unter anderem F-84F der 115. Squadron stationiert. Von 1973 bis 1979 diente der Flugplatz als Schießstand. Ab 1986 wurde der Flugplatz in den Sommermonaten zur Unterbringung von Soldaten und Zivilpersonen genutzt. Der Flugplatz Tymbaki wird heute kaum noch für Starts und Landungen genutzt. Ab 2006 war eine Entmilitarisierung vorgesehen. Pläne zum Umbau zur Agrarfläche oder für eine Photovoltaikanlage konnten bislang nicht umgesetzt werden. Im Sommer finden hier bislang Segelflüge des Aero Club Heraklion sowie Autorennen statt.